# (3001) Michelangelo
(3001) Michelangelo ist ein Asteroid des Hauptgürtels, der am 24. Januar 1982 vom amerikanischen Astronomen Edward L. G. Bowell an der Anderson Mesa Station (IAU-Code 688) des Lowell-Observatoriums in Coconino County entdeckt wurde.
Benannt wurde der Asteroid nach dem italienischen Künstler Michelangelo, der als Maler, Bildhauer, Architekt und Dichter zu den bedeutendsten Repräsentanten der italienischen Hochrenaissance zählt.